# Camptoptera fenestrarum
Camptoptera fenestrarum is een vliesvleugelig insect uit de familie Mymaridae. De wetenschappelijke naam is voor het eerst geldig gepubliceerd in 1918 door Girault.